# NGC 6890
NGC 6890 (również PGC 64446) – galaktyka spiralna z poprzeczką (SBb), znajdująca się w gwiazdozbiorze Strzelca. Odkrył ją John Herschel 1 lipca 1834 roku. Należy do galaktyk Seyferta typu 2.